# Kabinett Bazin

Wappen von Haiti

Das Kabinett Bazin war die Regierung von Haiti vom 19. Juni 1992 bis zum 30. August 1993. Die Regierung unter dem kommissarischen Präsidenten und Premierminister Marc Bazin löste das Kabinett Nérette ab. Am 30. August 1993 wurde es vom Kabinett Aristide II abgelöst.

## Geschichte
Am 4. Juni 1992 wurde Marc Louis Bazin, ein Wirtschaftswissenschaftler und vom 3. Februar bis 12. Juli 1982 Finanzminister im Kabinett Jean-Claude Duvalier, vom Militär für Ämter als kommissarische Präsidenten und Premierminister nominiert, um einer Vereinbarung zu folgen, die in der Villa d’Accueil zwischen Vertretern des Parlaments und dem Vorsitzenden der Militärjunta, Général de l’armée Raoul Cédras, unterzeichnet wurde. Bazin, der Vorsitzender der Bewegung zur Etablierung der Demokratie MIDH (Mouvement pour l’instauration de la Démocratie) war, wurde nach dem Putsch vom 30. September 1991 ohne allzu große Schwierigkeiten von den verbleibenden Parlamentsmitgliedern gebilligt. Anschließend bildete er ein Kabinett bestehend aus 12 Ministern und 13 Staatssekretären, Vertretern von fünf politischen Gruppen, die jedoch alle den Putsch unterstützten und dem Militär nahe standen. Während seiner Amtseinführung am 19. Juni 1992 erkannte nur ein Diplomat, der Apostolische Nuntius in Haiti, seine Regierung an und nahm an der offiziellen Zeremonie im Nationalpalast teil. Der amtierende Präsident Joseph Nérette trat gemäß der oben genannten dreiseitigen Vereinbarung zurück.
Obwohl Marc Louis Bazin behauptete, dass „Steuerhinterziehung innerhalb der Regierung nicht länger erlaubt sein sollte“ und von seinen Ministern „den Geist des Zusammenhalts und den Ehrgeiz zum Erfolg“ verlangte, regierte er als „Konsens-Premierminister“ unter den wachsamen Augen der Putschisten aufgrund der Abwesenheit eines gewählten Präsidenten. Da er den ihm übertragenen Auftrag, das Embargo zu verhandeln, nicht erfolgreich erfüllen konnte und sich darüber hinaus den Putschisten widersetzte, indem er vier der ihm auferlegten Minister ersetzen wollte, wurde er am 8. Juni 1993 einfach entlassen. Die Mehrheit der Mitglieder seines Kabinetts behielt dann die Ressorts bis zum 30. August 1993.

## Kabinettsmitglieder
| Amt                                                                                            | Amtsinhaber               |
| ---------------------------------------------------------------------------------------------- | ------------------------- |
| Präsident (Président de la République)                                                         | Marc Bazin                |
| Premierminister (Premier Ministre)                                                             | Marc Bazin                |
| Auswärtiges und Kulte (Affaires Étrangères et Cultes)                                          | François Benoît           |
| Soziales (Affaires Sociales)                                                                   | André Brutus              |
| Landwirtschaft und natürliche Ressourcen (Agriculture et Ressources Naturelles)                | Jacques Baker             |
| Handel und Industrie (Commerce et Industries)                                                  | Saïdel Lainé              |
| Wirtschaft und Finanzen (Économie et Finances)                                                 | Wiener Fort               |
| Nationale Bildung, Jugend und Sport (Education Nationale, Jeunesse et Sports)                  | Max Carré                 |
| Information und Koordination (Information et Coordination)                                     | N.N.                      |
| Inneres und Verteidigung (Intérieur et Défense)                                                | Carl-Michel Nicolas       |
| Justiz (Justice)                                                                               | Moyse Sénatus             |
| Gesundheit und Bevölkerung (Santé Publique et Population)                                      | Adrien Westerband         |
| Öffentliche Arbeiten, Verkehr und Kommunikation (Travaux Publics, Transports et Communication) | Jean Carmélo Pierre-Louis |